# المحسن بن أحمد
المحسن بن أحمد (1854 – 29 يوليو 1878) هو إمام وحاكم يمني

## النسب
هو أبو محمد المحسن بن أحمد بن محمد بن أحمد بن الحسن بن الحسين بن صلاح بن عبد الرحيم بن الباقر بن نهشل بن المطهر بن أحمد بن عبد الله بن محمد بن إبراهيم بن المظلل بالغمام المطهر بن يحيى

## تعلمه
أخذ العلم بمدينة شهارة وغيرها وهاجر إلى مدينة صنعاء وأخذ عن علمائها، ثم هاجر إلى مدينة كحلان، وتولى حكومتها وفي شعبان سنة 1271 كتب إليه وهو بكحلان بعض العلماء الأكابر بمدينة صنعاء للقيام بأمر الإمامة العظمى، فوصل إليها في يوم 25 من شعبان وكانت مبايعته بقصر صنعاء، وتلقب «المتوكل على الله».

## عنه
أولاده: محمد، وأحمد، وعبد الله، والمطهر، والحسن، والحسين، وعلي.
مشهده: بهجرة حوث.الاِمام المحسن بن أحمد الحوثي (المتوكل على الله) ، إمام اليمن منذ 1854 / 1271 هـ حتى وفاته 1878 / 1295 هـ .
توفي سنة خمس وتسعين ومائتين وألف هجرية، عام 1878 ميلادية بمدينة حوث بعمران اليمن. 